# Хижий Володимир Миколайович
Хижий Володимир Миколайович (нар. 27 лютого 1958, м. Жмеринка, УРСР) — український військовий, генерал-лейтенант Збройних Сил України. Заступник начальника Генерального штабу Збройних Сил України (2010—2016). 

## Освіта
1.     Васильківське військове авіаційно-технічне училище – 1978 р.
2.     Київське вище авіаційно-інженерне військове училище – 1986 р.
3.     Військово-повітряну академію ім. Ю.О. Гагаріна – 1992 р.
4.     Академію державного управління при Президенті України – 2002 р.
5.     Національну академію Оборони України (оперативно-стратегічний факультет) – 2002 р.

## Службовий шлях
1.     Начальник авіаційно-технічного забезпечення (авіаполк, авіа дивізія, повітряна армія ЗС СРСР з 1978 р. по 1992 р.)
2.     Начальник штабу тилу, заступника командувача Військово Повітряних Сил України з тилу 1992 р. – 2004 р.
3.     Заступник командувача Повітряних Сил України (ВПС та ППО) з логістики 2004 р. – 2006 р.
4.     Начальник Головного Управління Логістики ЗС України 2006 р. – 2010 р.
5.     Заступник начальника Генерального Штабу ЗС України (озброєння, тил, медицина, міжнародне співробітництво) 2010 р. – 2012 р., 2013 р. – 2016 р.
6.     Участь у бойових діях: Республіка  Афганістан 1990 р. – 1991 р.
7.     Участь в антитерористичній операції на сході України 2014 р. – 2015 р.

## Скандали
2012 р. - Звільнення за власним бажанням у зв’язку з призначенням на посаду МО Украйни громадянина Росії Саламатіна Д.А., що призвело до відкритої конфронтації. Функції закупівлі ПММ, поставок продовольства в ЗСУ покладено на структурні підрозділи Міністерства оборони Украйни.
2016 р. - Система веде боротьбу з будь якими проявами прийняття самостійних рішень, здатності взяти відповідальність за виконання. Оточенню міністра оборони України в 2016р. були потрібні слухняні  виконавці, а таких, які мають власну думку і позиції виганяли. Вищий адмінсуд підтримав екс-замначальника Генштабу Хижого В.М. в позові проти Міністерства оборони Украйни. 